# Christelle Bulteau
Pour les articles homonymes, voir Bulteau.
Christelle Bulteau mariée Franquelin (née le 23 juillet 1963 en Vendée) est une athlète française spécialiste du sprint. Elle a deux enfants.

## Carrière

### Palmarès
| Date | Compétition            | Lieu        | Résultat | Épreuve | Performance |
| ---- | ---------------------- | ----------- | -------- | ------- | ----------- |
| 1985 | Jeux mondiaux en salle | Paris-Bercy | 3e       | 60 m    | 7 s 34      |

### Records
| Épreuve | Performance | Lieu        | Date            |
| ------- | ----------- | ----------- | --------------- |
| 50 m    | 6 s 37      | Saumur      | 2 février 1991  |
| 60 m    | 7 s 34      | Paris-Bercy | 19 janvier 1985 |